# 宋晶宜
宋晶宜（1948年—），台灣女性記者、編輯、作家，籍貫天津市，出生於臺北，畢業於中國文化大學新聞學系。中學時期開始寫作投稿，作品以散文與報導文學為主，文筆清新自然。曾任大華晚報記者、民生報記者、聯合報記者、民生報總編輯，後擔任北美世界日報舊金山分社社長。

## 著作
以議論文散文為主，包括《看星斗的夜晚》、《我和春天有約》、《青青季》、《海天集》、《綠夢谷》、《總是翰墨香》、《那一陣雨》、《那個陽光午後》等。其創作的散文〈雅量〉為臺灣著名散文，曾收入國立編譯館國民中學一年級國文課本。〈雅量〉中一段對話，將一塊布料比喻「棋盤、稿紙、綠豆糕」，極為膾炙人口，常被用作網路梗詞來嘲弄。

## 外部連結
- 宋晶宜部落格（页面存档备份，存于）